# Лисица на Рюпел
Лисица на Рюпел (Vulpes rueppellii) е хищен бозайник от семейство Кучеви. Видът е наречен на своя изследовател Едуард Рюпел. Той проучва лисиците 6 – 7 години на свобода и много повече в плен.

## Физически характеристики
Рюпеловата лисица е с дължина на тялото 40 – 52 cm и със средно тегло 1,7 килограма. Това е много малка лисица. Тя с е пясъчен цвят на козината и черни петна по муцуната, както и бели връхчета опашката. Подобно на други лисици живеещи при пустинни условия рюпеловата има сравнително големи уши. Опашката е дълга и рунтава. Тези характеристики на вида наподобяват на тези на лисицата фенек. Лисицата притежава секриторни жлези, чийто секрет използва за маркиране на територия и подобно на скункса ги използва за защита при надвиснала опасност от хищници. Друга от функциите на тези жлези е при среща лисиците да се поздравят. Рюпеловите лисици притежават способността да лаят подобно на кучета.

## Подвидове
- Vulpes rueppellii rueppelli
- Vulpes rueppellii caesia
- Vulpes rueppellii cyrenaica
- Vulpes rueppellii sabaea
- Vulpes rueppellii zarudneyi

## Разпространение
Рюпеловата лисица обитава полупустинни територии от Мароко на запад до Сомалия на изток в Африка и до Афганистан на изток в Азия.

## Начин на живот и хранене
Видът е всеяден. Лисиците са предимно насекомоядни, но ловуват и малки бозайници, яйца, влечуги и скорпиони.

## Размножаване
Бременността продължава 51 – 53 дни. Малките се раждат в дупки под земята. Женската ражда 2 – 3 лисичета.